# Сенат на САЩ
Сенатът на САЩ (на английски: United States Senate) е една от двете камари на Конгреса на САЩ, другата е Камарата на представителите. Всеки щат е представен от двама сенатори, като общият брой на сенаторите е съответно 100. Всеки сенатор служи по шест години, като на всеки две години има избори за обновяване на 1/3 (една трета) от местата в Сената. Сенатът води открити заседания, които могат да се гледат на живо по канал Си-СПАН 2 (C-SPAN 2).
Съставът и властта на Сената са установени от член първи на Американската конституция. Всеки щат е равно представляван от двама сенатори, тоест за 50-те американски щата има общо 100 сенатора. От 1789 до 1913 г. сенаторите са назначавани от законодателствата в щатите, които представляват. Днес обаче те се избират от народния вот, след ратификацията на 17-ата поправка на конституцията през 1913 г.
Бидейки горната камара на Конгреса на САЩ, Сенатът има няколко правомощия, които са уникални за него. Те включват одобряването на международни договори и потвърждаването на секретари на Кабинета, съдии на Върховния съд, федерални съдии, флагмански офицери, регулаторни държавници, посланици и други федерални изпълнителни служители. Освен това, в случай че никой кандидат не събере мнозинство за вицепрезидент, отговорността пада на Сената да избере един от двамата с най-много гласове за позицията. Също така Сенатът има отговорността за провеждане на съдебните процеси на тези, които са импийчнати от Камарата на представителите.
Като цяло, Сенатът се счита за по-съвещателен и по-престижен орган от Камарата на представителите, поради по-дългите си мандати, по-малък размер и общощатски избирателни райони, които в исторически план водят до по-колегиална и по-малко партийна атмосфера. Президентът на Сената е и вицепрезидент на САЩ. В негово отсъствие, отговорностите му се поемат от временния президент на Сената, който по-традиция е най-старшият член на партията, образуваща мнозинството.